# Superbuick
Superbuick es el segundo álbum de estudio publicado independientemente por la agrupación Mushroomhead en 1996. Al igual que el primer álbum de la banda, algunas de las canciones de este fueron remasterizadas en el álbum XX que fue realizado a través de Eclipse Records y luego remasterizado por Universal Records. Al Igual que su predecesor, este álbum también incluyó samples de películas en su sonido.

## Canciones
1. "Bwomp" – 6:16
2. "Never Let It Go" – 4:42
3. "These Filthy Hands" – 5:21
4. "The Wrist" – 5:18
5. "Chancre Sore" – 2:38
6. "Flattened" – 3:42
7. "Big Brother" – 5:12
8. "Idle Worship" – 5:14
9. "Fear Held Dear" – 2:41
10. "Unintended" – 1:42
11. "Bwomp" (Reprise) – 3:49

## Samples de películas usadas
- Twin Peaks: Fire Walk with Me
- Ed Wood
- Pysch-Out
- Se7en

## Créditos
- Jeffrey Nothing - Vocales
- J Mann - Vocales
- Pig Benis - Bajo
- J.J. Righteous - Guitarras
- Dinner - Guitarras
- Shmotz - Piano
- DJ Virus - Samples
- Skinny - Batería